# Fred Moore (animateur)
Pour les articles homonymes, voir Moore et Fred Moore.
Robert Fred Moore est un dessinateur et animateur américain, né le 7 septembre 1911 et mort le 23 novembre 1952. Membre historique des studios Disney, il est connu pour son travail sur le style et l'animation de Mickey Mouse, notamment le modèle créé en 1938 pour la séquence de L'Apprenti sorcier dans Fantasia (1940).
Moore était également connu en dehors des studios pour ses dessins de femmes, souvent nues, connues comme « les filles de Freddie Moore ». On retrouve ce style graphique dans certaines productions Disney, comme les « centaurettes » de la Symphonie Pastorale dans Fantasia ou les adolescentes de All the Cats Join In, une séquence de La Boîte à musique (1946).
Fred Moore a été nommé Disney Legend en 1995, bien que ne faisant - paradoxalement - pas partie des « Neuf Sages de Disney », noyau historique des animateurs Disney.

## Biographie
Fred Moore est né le 7 septembre 1911 à Los Angeles, Californie (États-Unis). Dans sa jeunesse il fréquente la Polytechnic High School de Los Angeles. Puis il fournit quelques dessins au Los Angeles Junior Times.
Il entre aux studios Disney en août 1930, à l'âge de 19 ans. Il travaille d'abord sur quelques courts métrages comme assistant de Les Clark et est nommé en octobre 1932 sur la série des Mickey Mouse et des Silly Symphonies. Sa première participation connue est The Bird Store (1932) comme apprenti de Norman Ferguson. En 1932, il participe à la production des Trois Petits Cochons, avant que Walt Disney le nomme, en 1934, directeur d'animation sur les personnages des nains dans le premier long métrage d'animation, Blanche-Neige et les Sept Nains (1937). D'après Frank Thomas et Ollie Johnston, il a été choisi pour superviser l'animation du film au côté de Norman Ferguson, Hamilton Luske et Vladimir Tytla en raison de la « superbe qualité de ses dessins ».
D'après Bob Thomas, il fait partie des animateurs ayant réussi à insuffler de l'humour et des caractéristiques particulières à chaque nain. Il travaille ensuite sur les personnages de Crapule (Pinocchio), Timothée (Dumbo), les Centaurettes et de nouveau Mickey dans Fantasia. Entre-temps, il participe à quelques courts métrages dont certains furent récompensés (Trois petits orphelins, vainqueur d'un Oscar et Le Brave Petit Tailleur, nommé). Au total, Moore a participé à près de 35 courts métrages.
À la fin des années 1930, Moore tombe dans la spirale de l'alcool ce qui affecte son travail et ses relations avec ses collègues et avec Disney. Alors qu'il vit dans une caravane au sein des studios, il est licencié des studios en 1945. Il obtient un travail sur la série Puppetoons (en) de la Paramount Pictures jusqu'en 1947, quand il est embauché par Walter Lantz sur des cartoons de Woody Woodpecker et Andy Panda. Il revient chez Disney au début de l'année 1948.
Début novembre 1952, Moore qui est toujours plongé dans des problèmes personnels et d'alcool, est à nouveau licencié par Disney ce qui le laisse sans travail et sans assurance santé. Quelques mois plus tard, Fred Moore meurt des suites d'un accident de voiture, survenu le soir du 23 novembre 1952 à Burbank (Californie),.
Moore venait de terminer l'animation des filles du joueur de baseball Casey, surnommées les « Caseyettes », dans le court métrage Casey Bats Again, suite d'une séquence du film La Boîte à musique, Casey at the Bat (à laquelle il n'a cependant pas participé). Le film est sorti presque deux ans après sa mort (1954).

## Filmographie sélective

### Longs métrages
- 1937 - Blanche-Neige et les Sept Nains (Les nains)
- 1939 - Pinocchio (Crapule)
- 1940 - Fantasia (Mickey dans L'Apprenti sorcier et les « centaurettes » de La Symphonie pastorale)
- 1944 - Les Trois Caballeros (crédité au générique parmi les animateurs)
- 1946 - La Boîte à musique (Les adolescentes de All the cats join in et une participation à The Whale Who Wanted to Sing at the Met)
- 1953 - Peter Pan (crédité au générique parmi les animateurs, c'est sa dernière participation à un long métrage Disney)

### Courts métrages
- 1932 - L'Atelier du Père Noël (Santa's Workshop)
- 1933 - Les Trois Petits Cochons (The Three Little Pigs)
- 1934 - La Souris volante (The Flying Mouse)
- 1935 - Le Roi Midas (The Golden Touch) ; Trois petits orphelins (Three Orphan Kittens)
- 1938 - Le Brave Petit Tailleur (Brave Little Tailor)
- 1941 - Le Tourbillon (The Little Whirlwind)
- 1941 - Les Années 90 (The Nifty Nineties). Il y apparaît caricaturé en compagnie de Ward Kimball sous les traits de Fred & Ward, « the Two Clever Boys From Illinois »
- 1951 - Plutopia

## Livres
À ce jour, il n'existe aucun livre consacré uniquement à Fred Moore mais certaines œuvres y font référence. Vous pouvez consulter :
- (en) Bob Thomas, Walt Disney : An american original, Hyperion Books, 1976-1994 (édition française indisponible)
- (fr) Pierre Lambert, Walt Disney : L'âge d'or, Démons & Merveilles, 2006
- (fr) Pierre Lambert, Mickey, Démons & Merveilles, 1998
- (fr) Franck Thomas et Ollie Johnston, The Illusion of Life : Disney Animation, Disney édition, 1981-2001